# Apocryphal I: The Fallen
Apocryphal I: The Fallen — студийный альбом немецкой готической группы Garden Of Delight, вышедший в 2003 году на лейбле Trisol, первая часть музыкальной дилогии Apocryphal.

## Об альбоме
Apocryphal I: The Fallen навеян библейской историей, в частности, апокрифической книгой Еноха, повествующей о бунте мятежных ангелов против бога и их низвержении в преисподнюю. Для лидера группы Артауда Сета эта легенда стала в первую очередь способом в очередной раз выразить свою неприязнь к традиционному христианству. Альбом открывается семплом речи Папы Иоанна Павла II, а в некоторых текстах (в частности, в песне This Priesthood) содержатся весьма резкие антиклерикальные высказывания.
По стилю альбом балансирует между традиционным для группы готик-роком и готик-металом с ярко выраженной электронной составляющей. Спокойное, медитативное настроение, характерное для большинства песен с альбома, вызвало недовольство ряда музыкальных критиков, отметивших, что «в музыкальном плане для Garden Of Delight это не более чем стагнация», однако наряду с этим альбом получил достаточно много хвалебных отзывов. Слушатели также приняли диск благосклонно, а выход продолжения, альбома Apocryphal II: The Faithful, на котором оказались представлены гораздо более тяжёлые и агрессивные по звучанию треки, заставил и критиков пересмотреть своё мнение о концепции дилогии.

## Список композиций
Все тексты: Артауд Сет, музыка: Garden Of Delight.
1. «This Priesthood» — 7:55
2. «Northern Skies» — 5:55
3. «Lost Eden» — 5:07
4. «From the Ashes of Angels» — 6:08
5. «Northern Skies II» — 8:09
6. «Shemyaza» — 7:31
7. «Angelic War in Heaven» — 6:18
8. «Dead Sea Scrolls» — 10:34

## Участники записи
- Артауд Сет — вокал, программирование
- Тим Йорк — гитара
- Майк Йорк — гитара
- Ява Сет — бас-гитара